# Gabriel Sigua
Gabriel Sigua (ur. 30 czerwca 2005 w Rustawi) – gruziński piłkarz występujący na pozycji pomocnika w szwajcarskim klubie FC Basel oraz w reprezentacji Gruzji. Wychowanek Dinama Tbilisi.

## Odznaczenia
- Order Honoru – 2024[1][2][3][4]